# Chevrolet Silverado
Chevrolet Silverado — полноразмерный пикап, выпускаемый c 1999 года под маркой Chevrolet, которая принадлежит General Motors. Автомобиль получил большую известность, появившись в фильме Квентина Тарантино «Убить Билла» в качестве знаменитого «Pussy Wagon». Впоследствии был снят в клипе американской певицы Lady Gaga «Telephone». В фильме «Саботаж» герой Арнольда Шварценеггера ездил на таком автомобиле.

## Первое поколение
Первое поколение было представлено в 1999 году, оно пришло на замену Chevrolet C/K. Выпускалось 2 модели: обычная (Light Duty) и утяжеленная (Heavy Duty). На Chevrolet Silverado устанавливался двигатель V6 объёмом 4.3 л. (195—200 л. с.), а также 8-цилиндровые моторы объёмом 4,8 и 5,3 л. (270—295 л. с.).

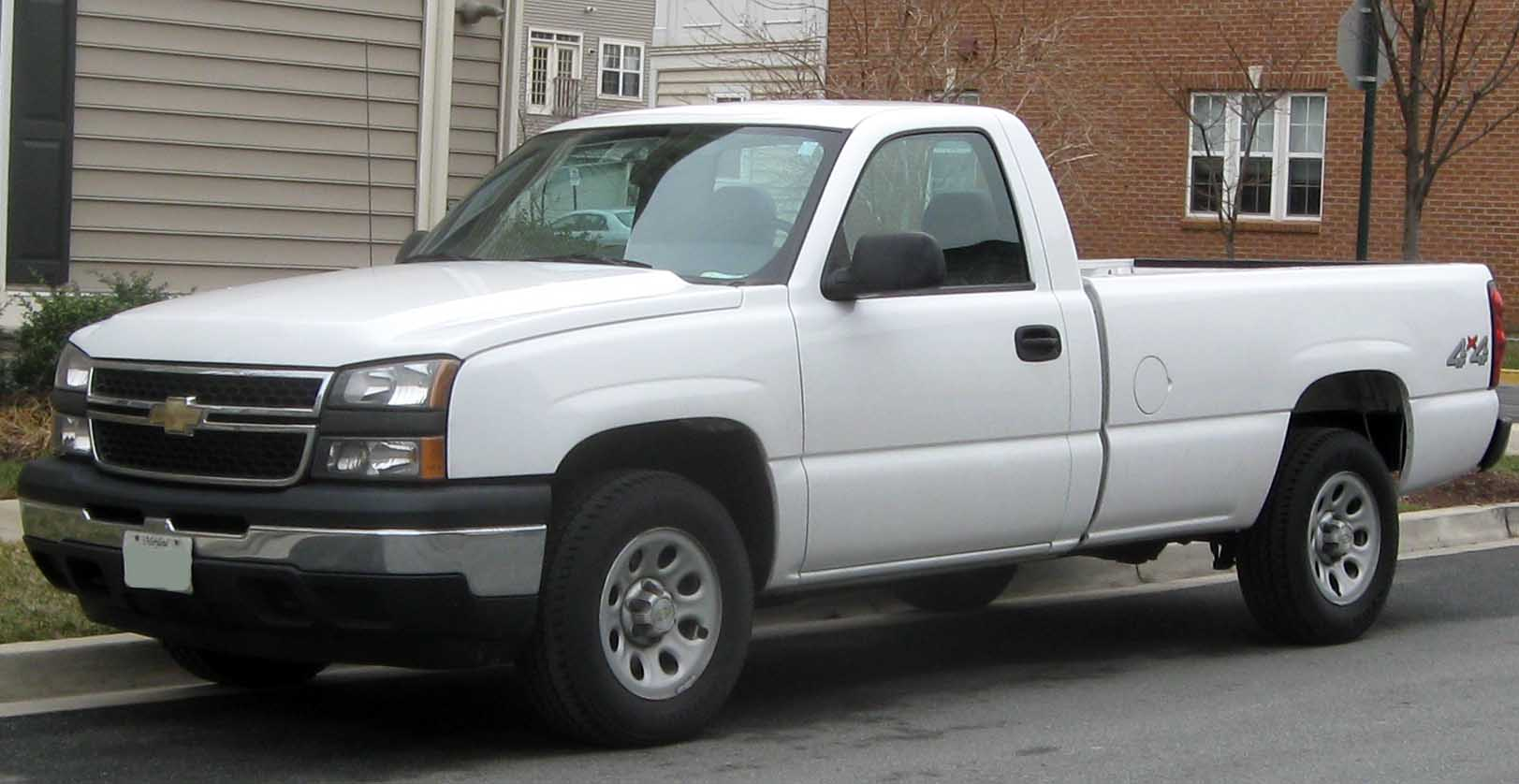
2-дверная версия
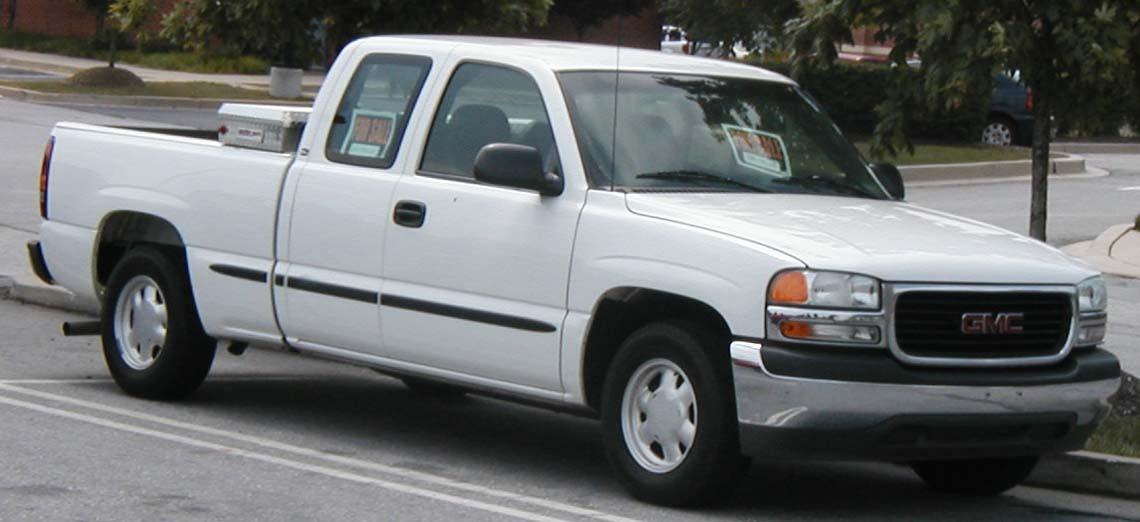
Удлиненная версия
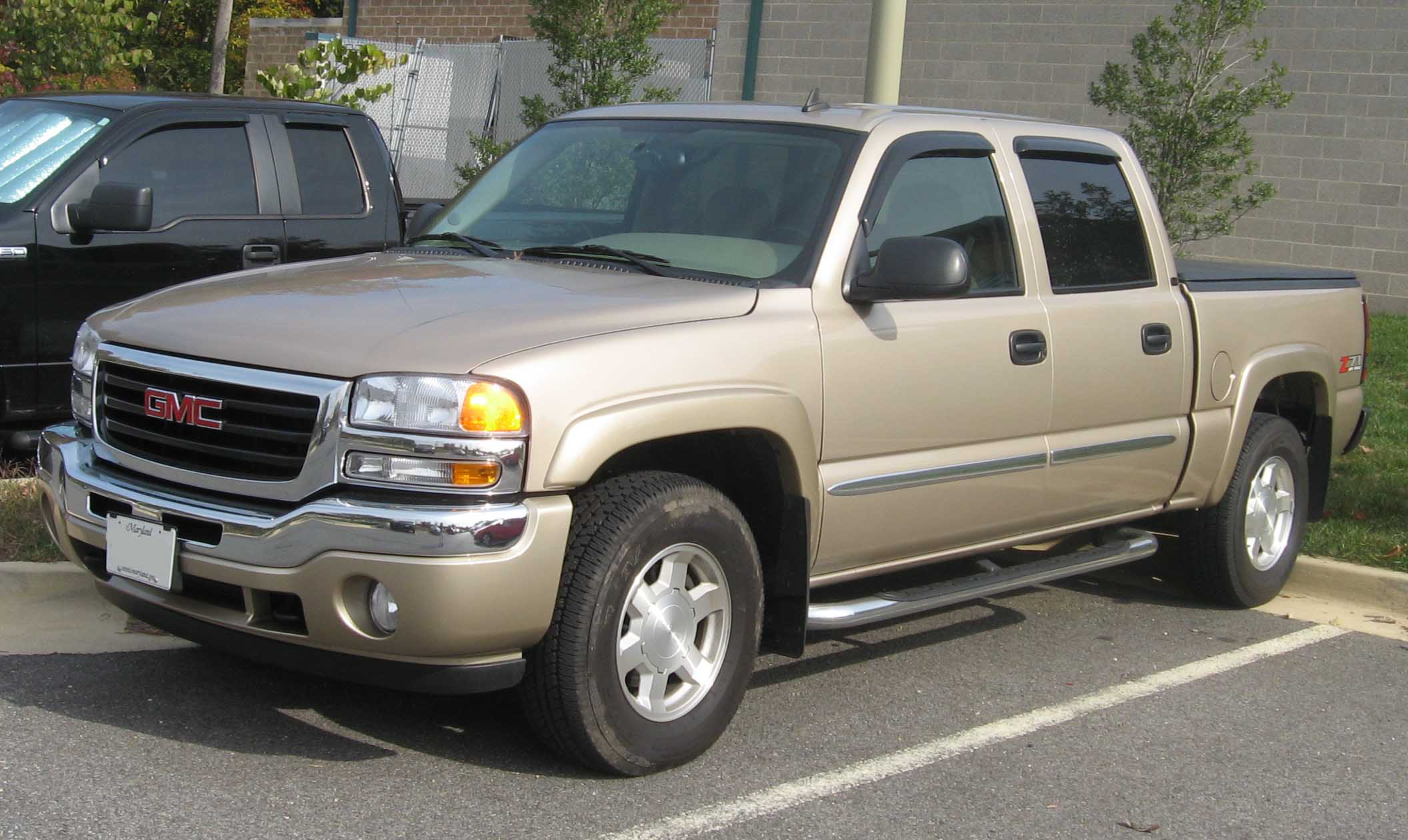
4-дверная версия
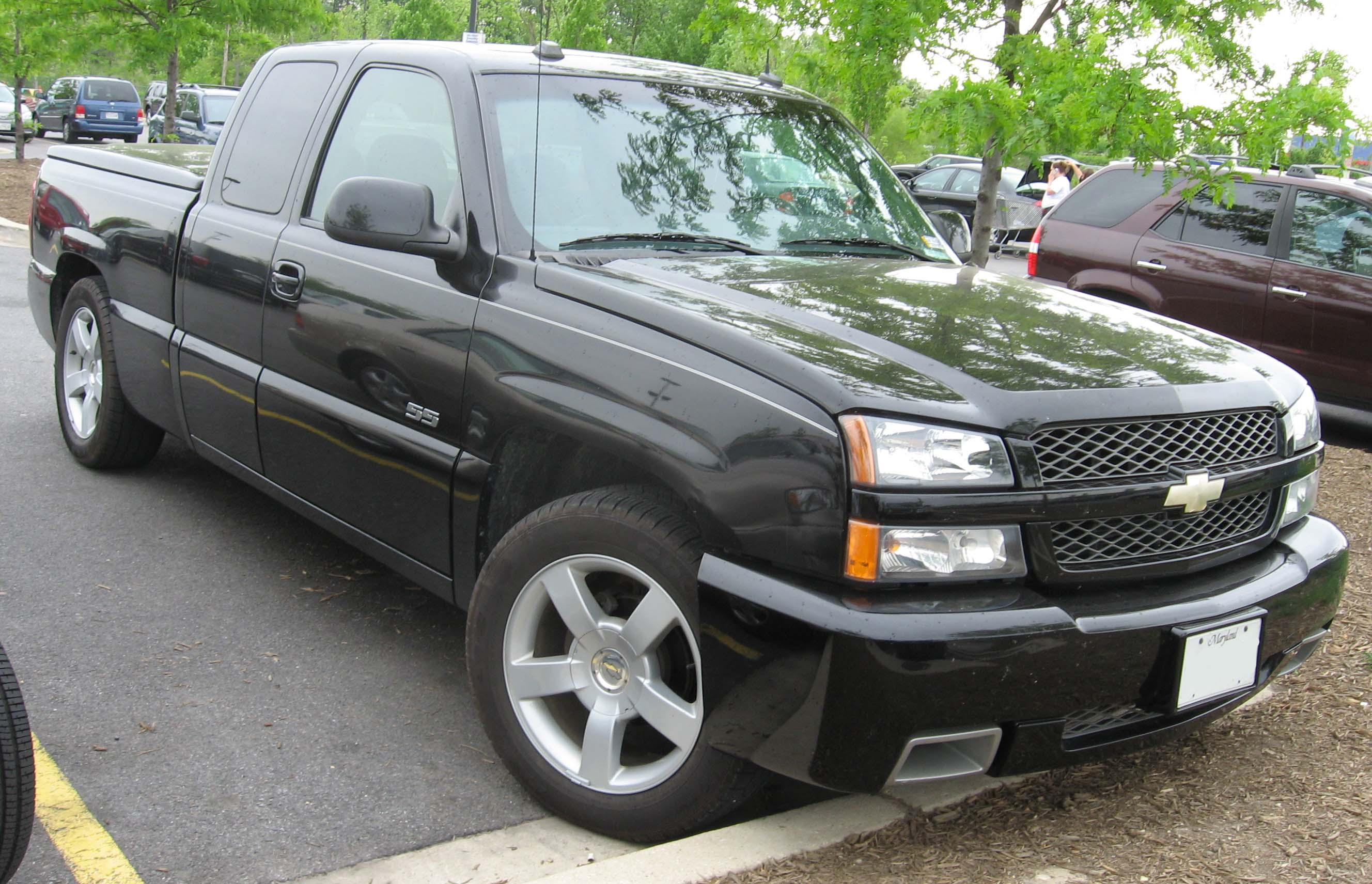
Silverado SS

### Heavy Duty
Утяжеленная версия была представлена в 2001 году.
В 2003 году у автомобиля GMC Sierra появились такие опции, как подруливающая система Quadrasteer и аудиосистема Bose.

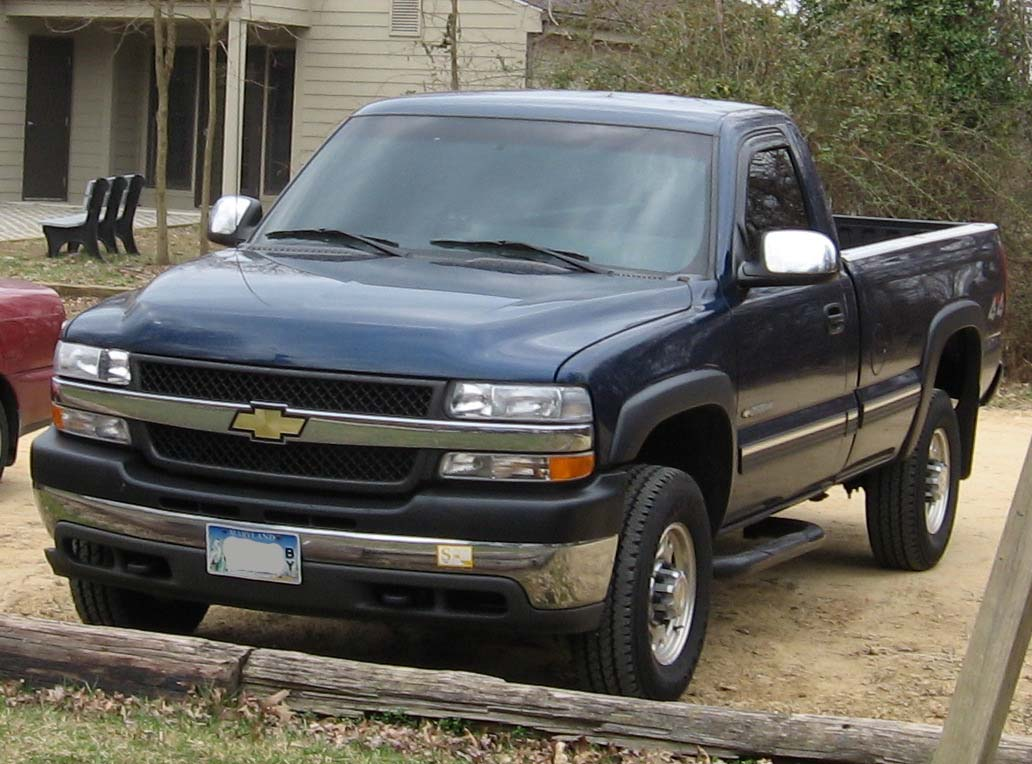
2500 2-дверный
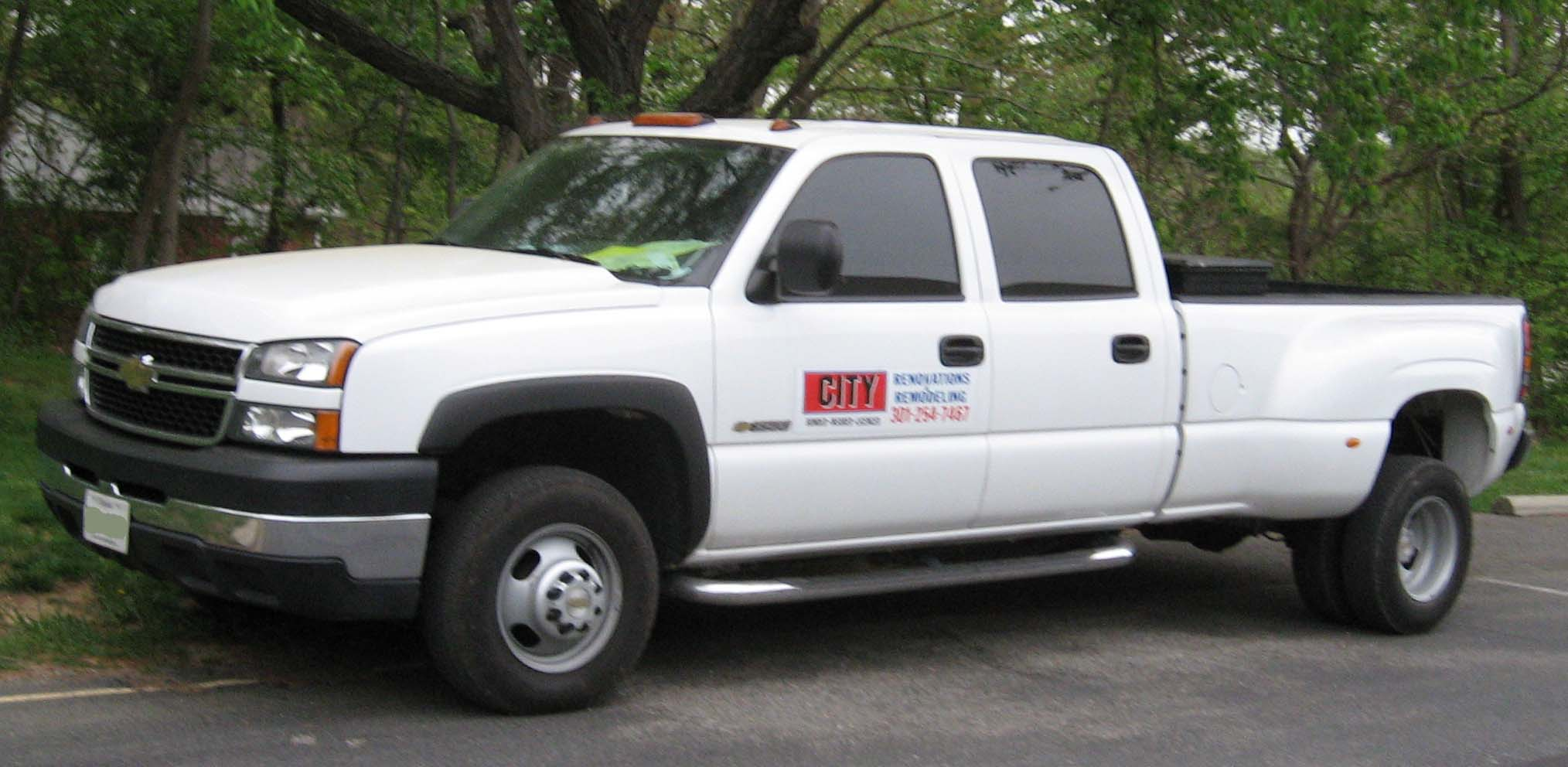
2500 4-дверный

### SmarTruck II

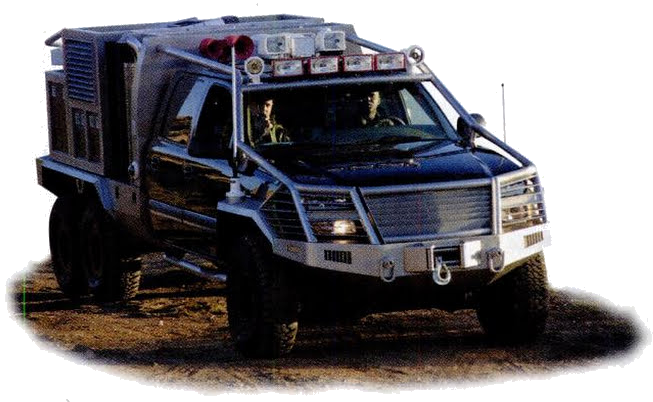
Самоходный ПТРК SmarTruck II

## Второе поколение
Второе поколение Chevrolet Silverado было представлено в 2007 году. Автомобиль имеет переработанный внешний вид, интерьер, раму и подвеску, а также увеличение мощности на некоторых двигателях. В 2007 году стал обладателем награды Североамериканский автомобиль и грузовик года.

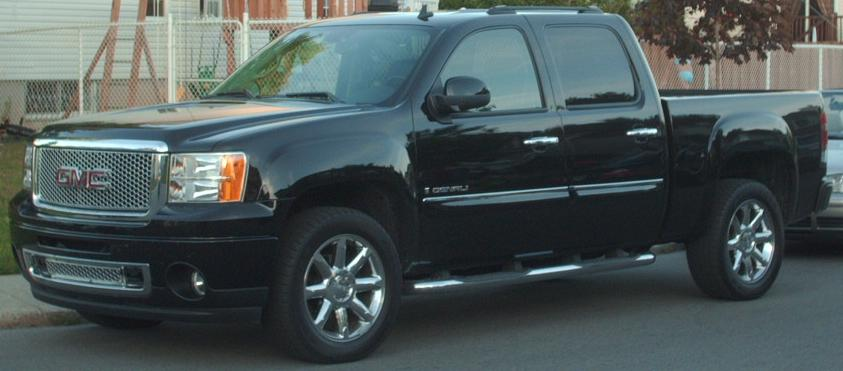
2007
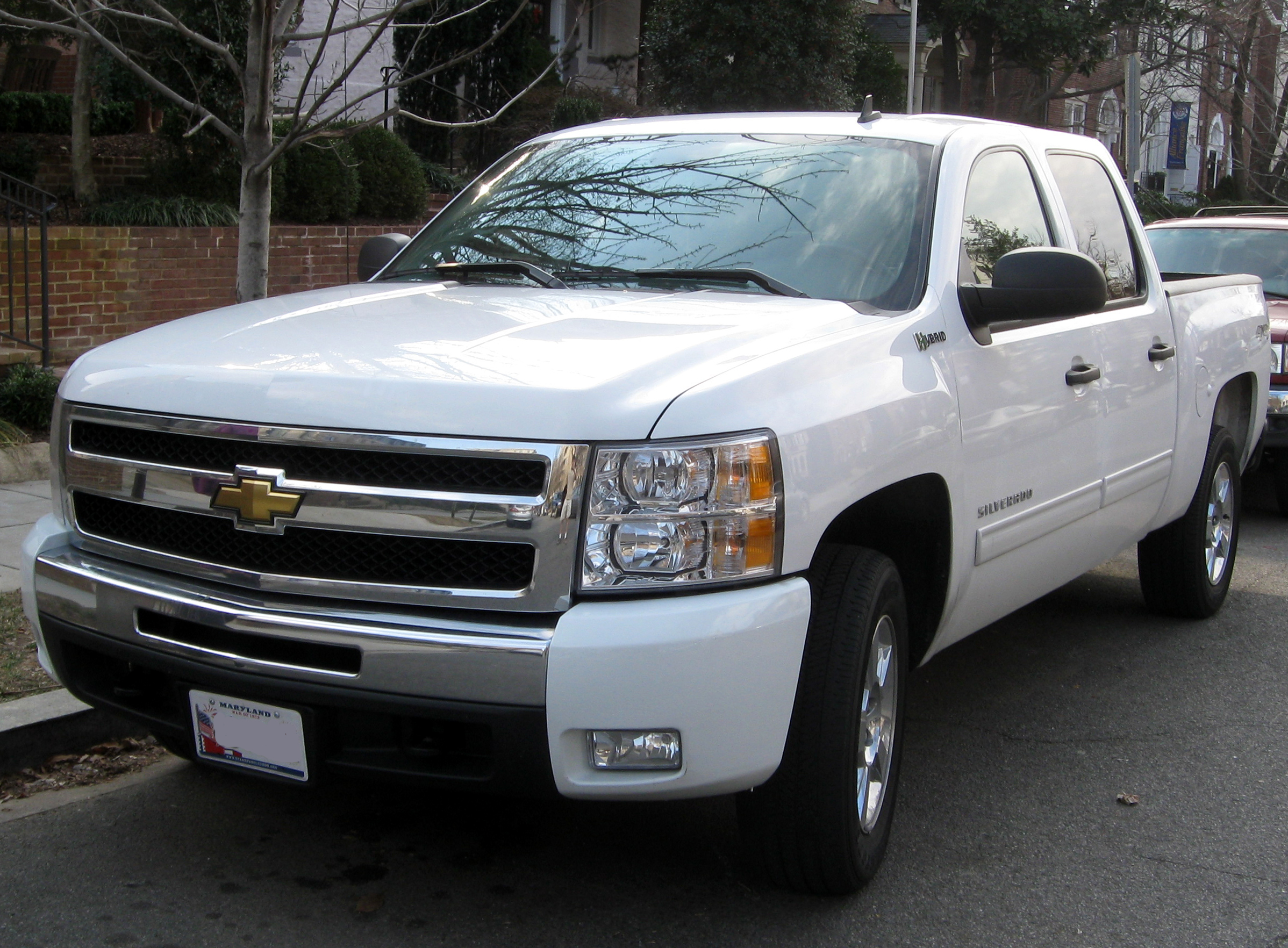
Hybrid
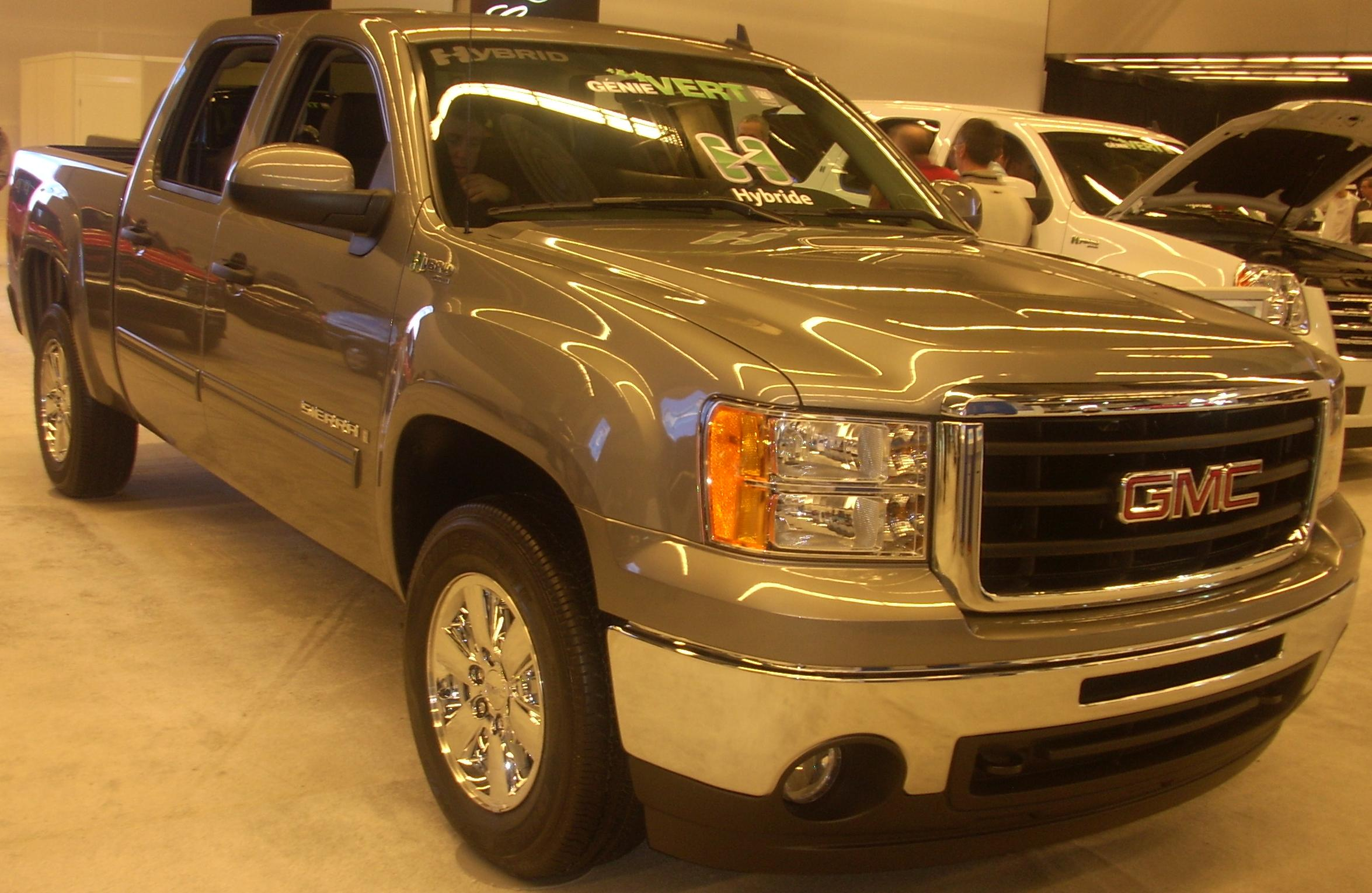
2009

2007 NHTSA Краш-тест:
- Frontal Driver:
- Frontal Passenger:
- Side Driver:
- Side Rear Passenger:
- Rollover:

## Третье поколение
Премьера третьего поколения состоялась в конце 2012 года как модель 2014 года. Автомобили оснащались бензиновыми моторами с непосредственным впрыском и изменением фаз газораспределения: V6 объёмом 4,3 литра, V8 объёмом 5,3 и 6,2 литра.

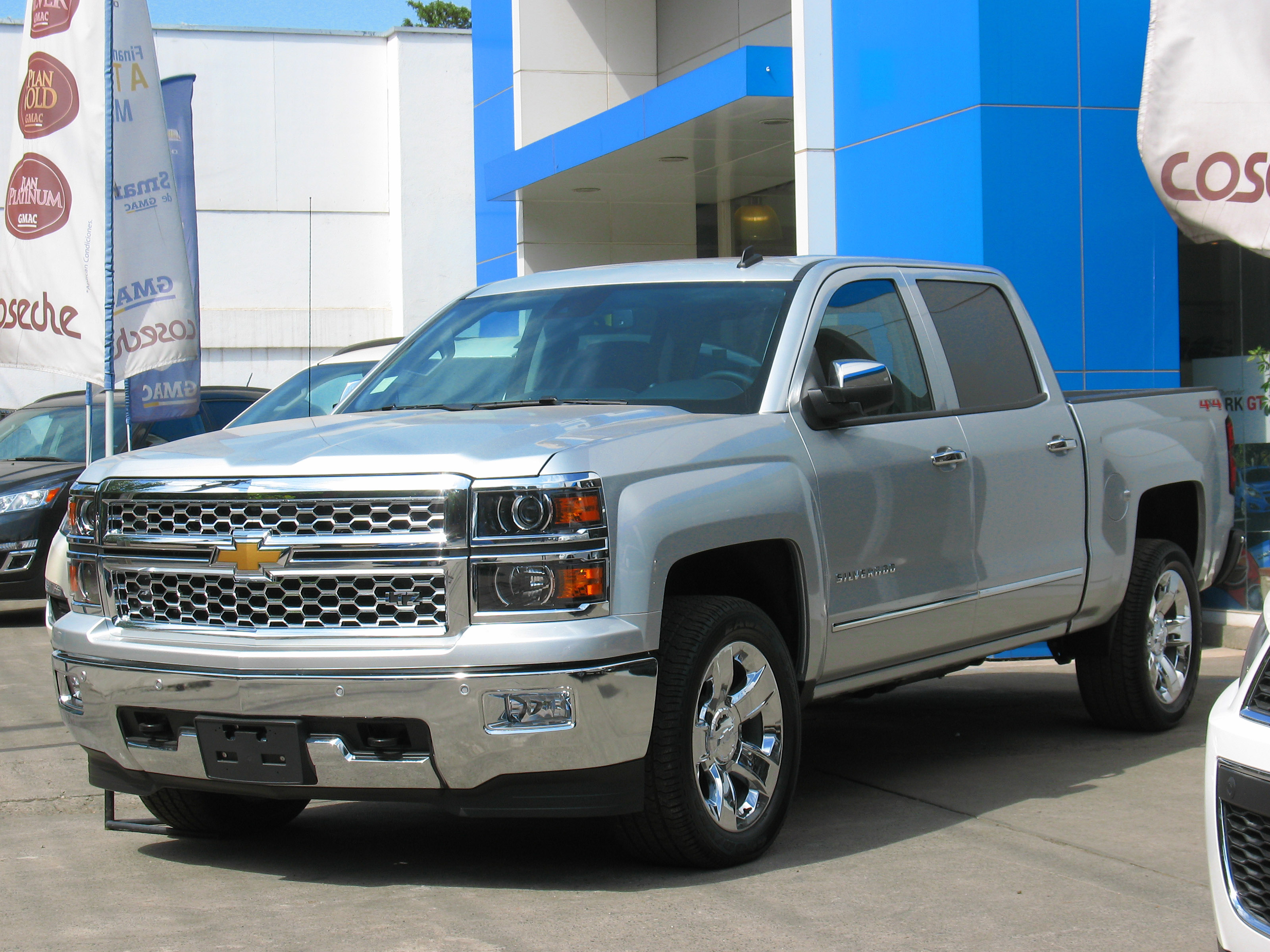
2014
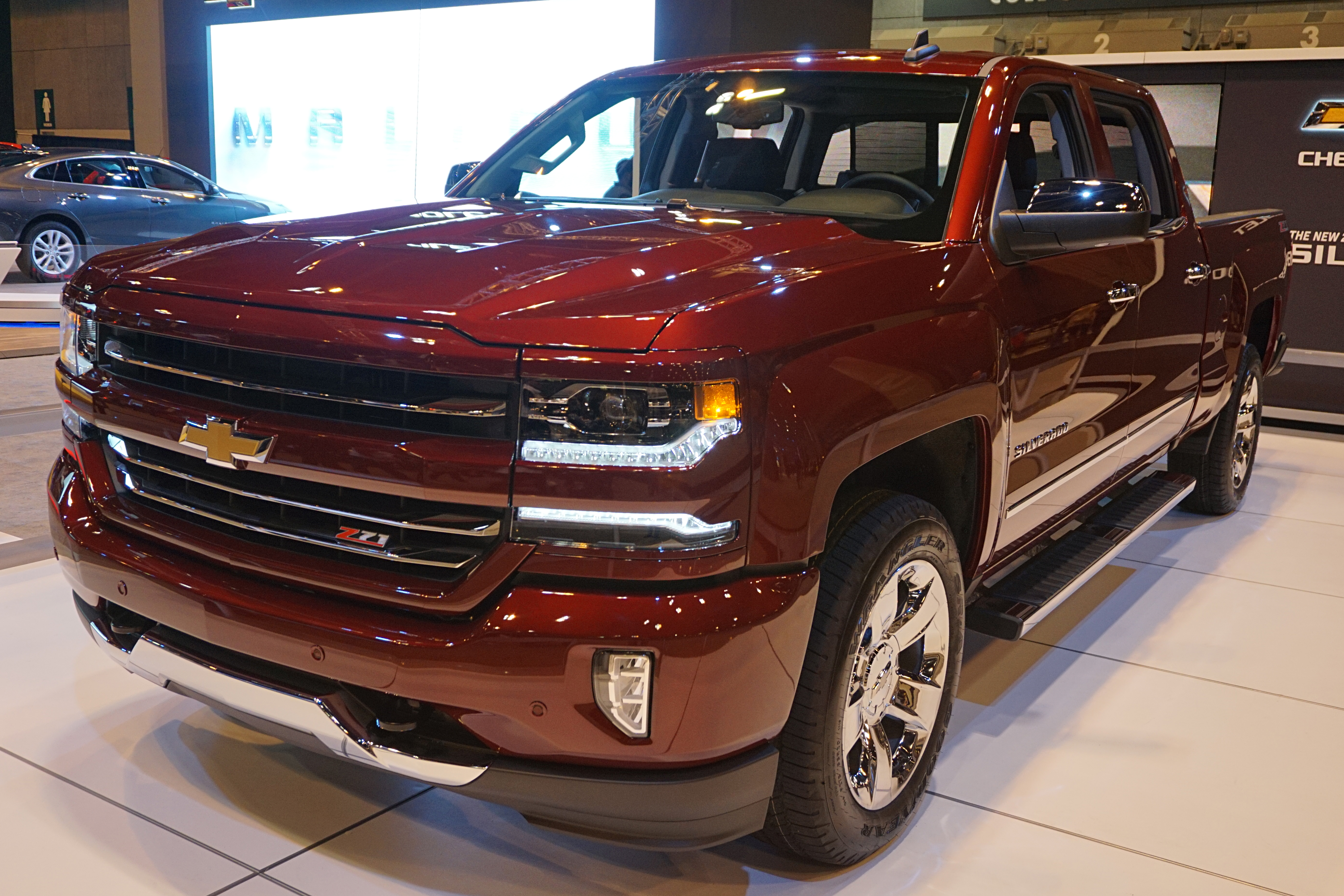
2016

## Четвёртое поколение
16 декабря 2017 года Chevrolet представила совершенно новое, четвёртое поколение 2019 года Silverado 1500 на своем уикенде в честь празднования пятилетия в Chevy Truck на Texas Motor Speedway в Форт-Уэрт, штат Техас.
Официальное открытие Silverado 1500 состоялось на Североамериканском международном автосалоне 2018 года в Детройте, штат Мичиган, 13 января 2018 года. На церемонии открытия были представлены подробные сведения о Chevrolet Silverado четвёртого поколения.
2019 Chevrolet Silverado 1500 поступит в продажу в конце 2018 года в начале 2019 года.
Silverado 1500 отличается более скульптурным внешним дизайном, с передними фарами, которые интегрируются в переднюю решетку, в которую также входят светодиодные лампы дневного освещения (DRL).
Silverado 1500 будет доступен в восьми различных уровнях отделки салона: WT , Custom , Custom Trail Boss , LT , RST , LT Trail Boss , LTZ и High Country.

## Награды
1999 — Пикап года по версии журнала Motor Trend 

2001 — Пикап года по версии журнала Motor Trend (Heavy Duty) 

2001 — Лучший пикап по версии журнала Car and Driver 

2002 — Лучший пикап по версии журнала Car and Driver 

2003 — Лучший пикап по версии журнала Car and Driver 

2007 — Североамериканский автомобиль и грузовик года 

2007 — Пикап года 

2007 — Пикап года по версии журнала Truckin' 

2011 — Пикап года по версии журнала Motor Trend (Heavy Duty)

## Продажи в США
| Календарный год | Silverado | GMC Sierra | Общие   |
| --------------- | --------- | ---------- | ------- |
| 1998            | 538 254   | 160 555    | 698 809 |
| 1999            | 636 150   | 208 693    | 844 843 |
| 2000            | 642 119   | 188 907    | 831 026 |
| 2001            | 716 051   | 210 154    | 926 205 |
| 2002            | 652 646   | 202 045    | 854 691 |
| 2003            | 684 302   | 196 689    | 880 991 |
| 2004            | 680 768   | 213 756    | 894 524 |
| 2005            | 705 982   | 229 488    | 935 468 |
| 2006            | 636 069   | 210 736    | 846 805 |
| 2007            | 618 259   | 208 243    | 826 500 |
| 2008            | 465 065   | 168 544    | 633 609 |
| 2009            | 316 554   | 111 842    | 428 396 |
| 2010            | 370 135   | 129 794    | 499 929 |
| 2011            | 415 130   | 149 170    | 564 300 |
| 2012            | 418 312   | 157 185    | 575 497 |
| 2013            | 480 414   | 184 389    | 664 803 |
| 2014            | 529 755   | 211 833    | 741 588 |
| 2015            | 600 544   | 224 139    | 824 683 |